# Campanula trachelium
Campanula trachelium es una planta de la familia de las campanuláceas.

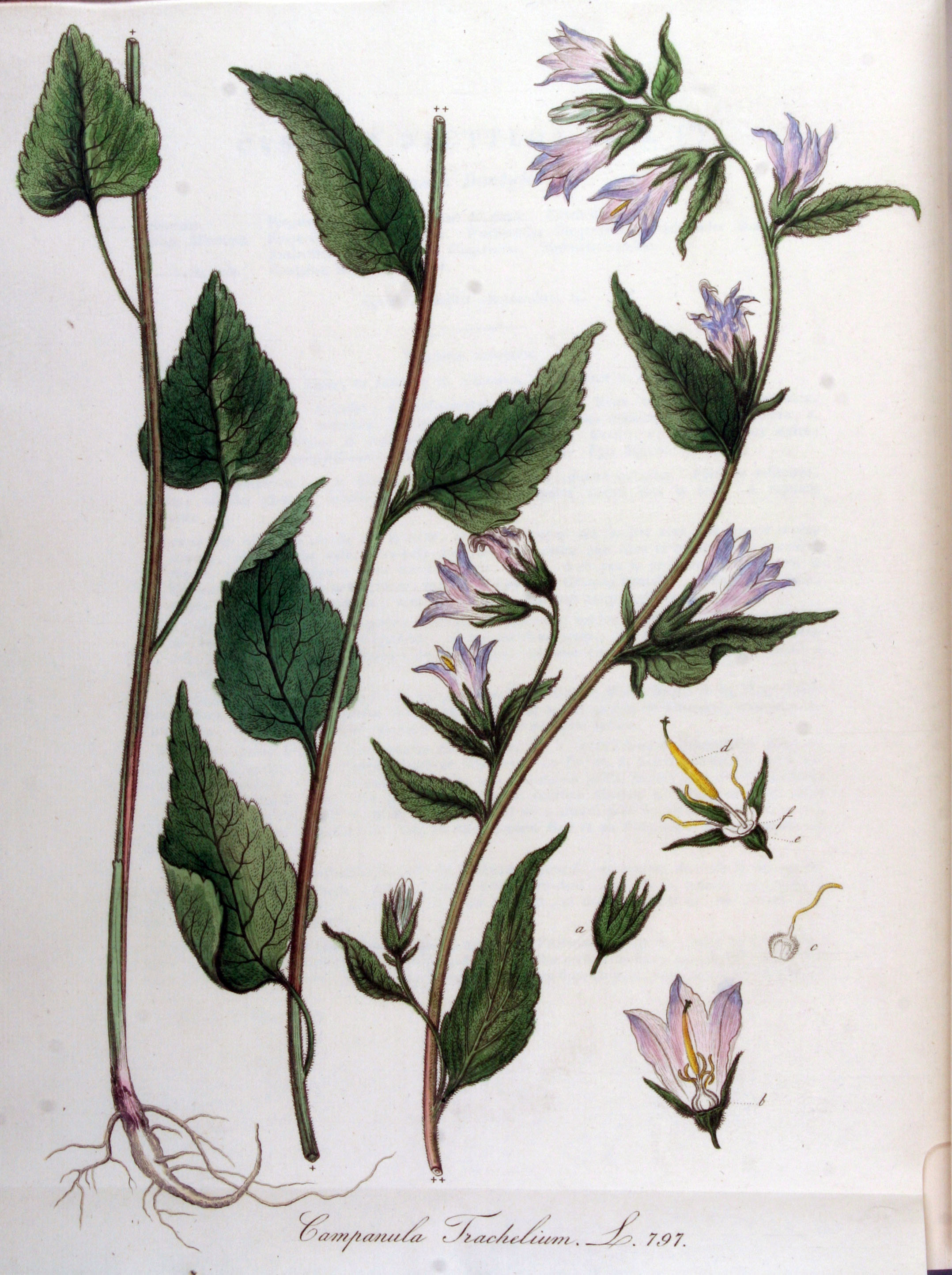
Ilustración

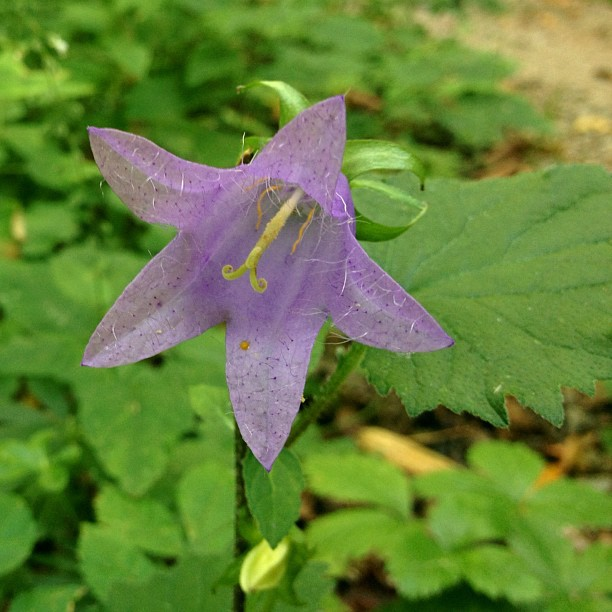
Detalle de la flor

## Descripción
Difiere de Campanula persicifolia en tener un tallo afiladamente anguloso con pelos rojizos setosos y hojas basales ampliamente ovadas. Flores violeta azuladas o azul pálido, de 3-5 cm, pelosas en el interior, en una inflorescencia cortamente ramosa, foliosa. Tubo calicino de pelo hirsuto. Planta perenne simple o ramosa de hasta 1 m. Florece desde finales de primaveraa y a lo largo del verano.

## Hábitat
Bosques, setos.

## Distribución
Toda Europa, excepto Portugal e Islandia

## Taxonomía
Campanula trachelium fue descrita por Carolus Linnaeus y publicado en  Species Plantarum 1: 166. 1753.
Etimología
Campanula: nombre genérico diminutivo del término latíno campana, que significa "pequeña campana", aludiendo a la forma de las flores.
trachelium: epíteto latino que significa "como un cuello".
Sinonimia
- Campanula urticifolia Salisb., Prodr. Stirp. Chap. Allerton: 127 (1796), nom. superfl.
- Trachelioides vulgaris Opiz, Seznam: 98 (1852), nom. superfl.
- Campanula serratifolia var. ciliatosepala Vuk., Linnaea 26: 335 (1854), nom. illeg.
- Drymocodon trachelium (L.) Fourr., Ann. Soc. Linn. Lyon, n.s., 17: 111 (1869).[5][6]

subsp. athoa (Boiss. & Heldr.) Hayek
- Campanula athoa Boiss. & Heldr.[7]

subsp. mauritanica (Pomel) Quézel
- Campanula mauritanica Pomel[8]

subsp. trachelium
- Campanula oligosantha Schur
- Campanula plicatula Dumort.
- Campanula serratifolia Vuk.
- Campanula urticifolia F.W.Schmidt
- Campanula urticifolia var. multiflora Gaudin[9]

## Nombre común
- Castellano: campana vulgar con hoja de ortiga, campanilla, campanillas.[10]